# Озерний (Режівський міський округ)
Озе́рний (рос. Озёрный) — селище у складі Режівського міського округу Свердловської області.
Населення — 896 осіб (2010, 899 у 2002).
Національний склад станом на 2002 рік: росіяни — 89 %.
До 31 грудня 1997 року селище мало статус селища міського типу.